# High Level Assembly
High Level Assembler (HLA) è un linguaggio assembly sviluppato da Randall Hyde. Permette l'uso di costrutti di alto livello per facilitare il compito sia di programmatori alle prime armi che di sviluppatori avanzati. Il linguaggio supporta tipi di dato avanzati e programmazione assembly orientata agli oggetti. La sintassi è basata su diversi linguaggi ad alto livello, tra cui Pascal, Ada, Modula-2 e C++.

## Usi
HLA è stato impiegato per sviluppare un'avventura testuale chiamata HLA Adventure e resa disponibile come software di pubblico dominio.
HLA è stato utilizzato anche nello sviluppo di un sistema di controllo digitale in tempo reale per i reattori TRIGA (General Atomics).